# Sợi bông

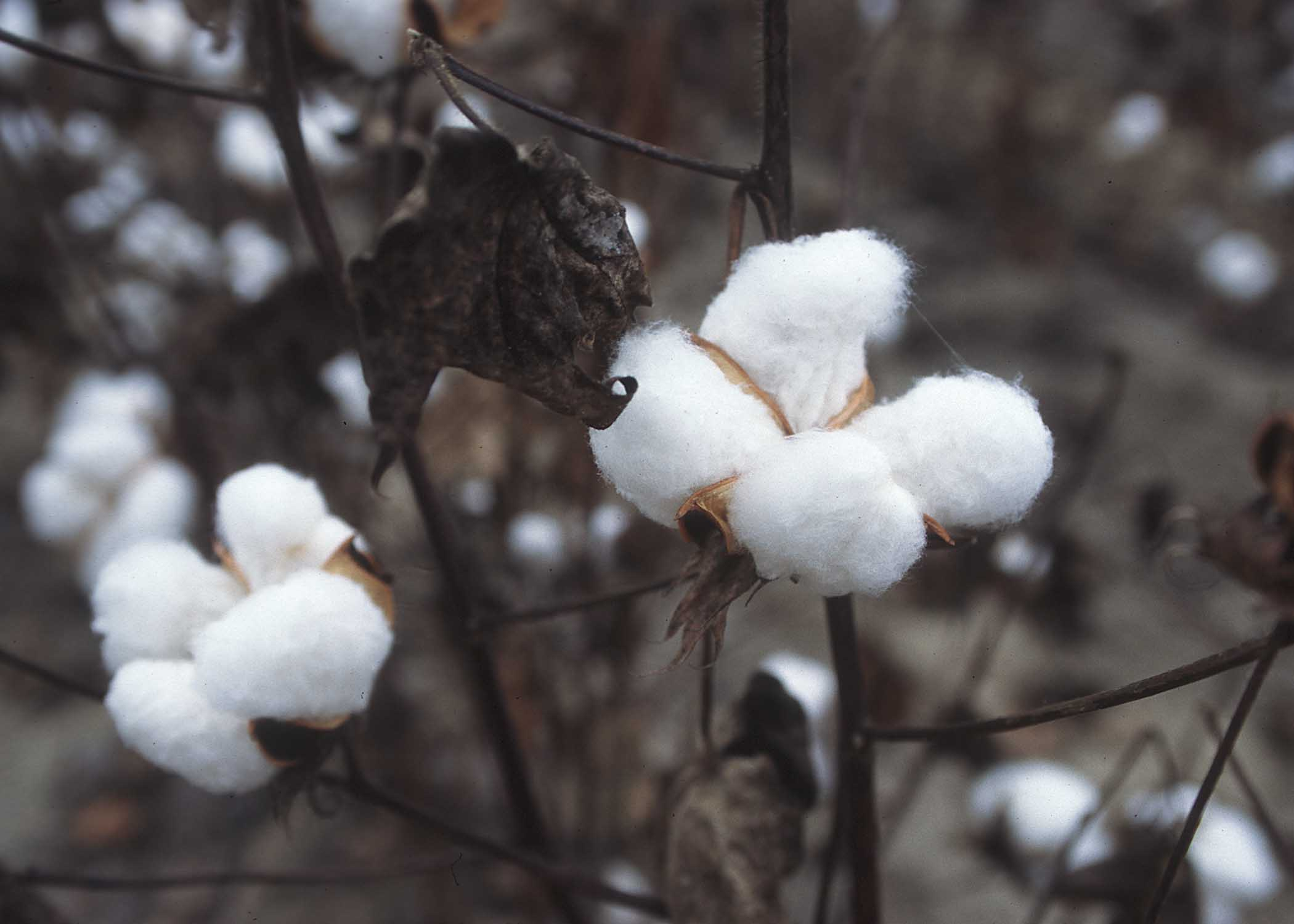
Bông đã sẵn sàng để thu hoạch

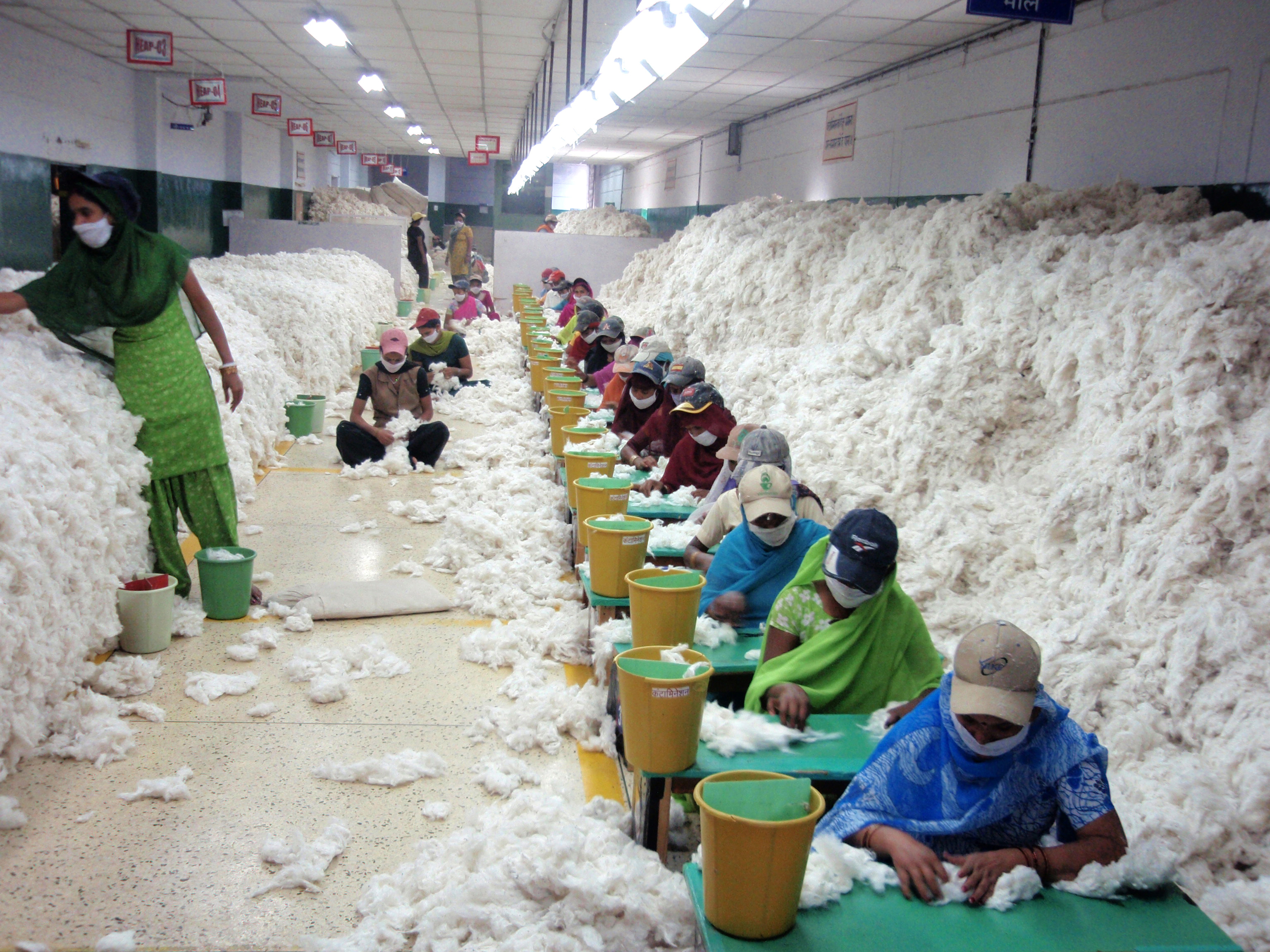
Thủ công khử nhiễm bông trước khi chế biến tại nhà máy kéo sợi Ấn Độ (2010)

Sợi bông là một loại sợi xơ mềm, mịn, mọc trong quả bông, hoặc vỏ bọc, xung quanh hạt của cây bông thuộc giống Gossypium trong họ cẩm quỳ Malvaceae. Sợi bông gần như là cellulose tinh khiết. Trong điều kiện tự nhiên, quả bông sẽ tăng khả năng phát tán của hạt.
Loại cây này là một loại cây bụi có nguồn gốc từ các vùng nhiệt đới và cận nhiệt đới trên khắp thế giới, bao gồm Châu Mỹ, Châu Phi, Ai Cập và Ấn Độ. Sự đa dạng lớn nhất của các loài bông hoang dã được tìm thấy ở Mexico, tiếp theo là Úc và Châu Phi. Bông được thuần hóa độc lập ở Thế giới Cũ và Mới.
Xơ thường được kéo thành sợi hoặc chỉ và được sử dụng để làm vải mềm, thoáng khí. Việc sử dụng bông dệt vải được biết đến từ thời tiền sử; Những mảnh vải bông có niên đại từ thiên niên kỷ thứ 5 TCN đã được tìm thấy trong Nền văn minh lưu vực sông Ấn, cũng như những mảnh vải còn sót lại có từ năm 6000 TCN ở Peru. Mặc dù được trồng từ thời cổ đại, nhưng việc phát minh ra máy tách bông đã giảm chi phí sản xuất dẫn đến việc nó được sử dụng rộng rãi và nó là loại vải sợi tự nhiên được sử dụng rộng rãi nhất trong sản xuất quần áo ngày nay.
Ước tính hiện tại  sản lượng bông trên thế giới là khoảng 25 triệu tấn hoặc 110 triệu kiện bông hàng năm, chiếm 2,5% diện tích đất canh tác trên thế giới. Ấn Độ là nước sản xuất bông lớn nhất thế giới. Hoa Kỳ đã từng là nước xuất khẩu lớn nhất trong nhiều năm. Tại Hoa Kỳ, bông thường được đo theo kiện, có kích thước xấp xỉ 0,48 mét khối (17 foot khối) và nặng 226,8 kilôgam (500 pound).

## Các loại bông
Có 4 loài được trồng mục đích thương mại, tất cả đều đã được thuần hóa từ xa xưa:
- Gossypium hirsutum – bông vùng cao, bản địa của Trung Mỹ, Mexico, vùng Caribe và nam Florida, (90% sản lượng thế giới)
- Gossypium barbadense – loài cho sợi bông dài, bản địa của vùng Nam Mỹ nhiệt đới (8% sản lượng thế giới)
- Gossypium arboreum – cây bông, bản địa của Ấn Độ và Pakistan (nhỏ hơn 2%)
- Gossypium herbaceum – bông Levant, bản địa của miền nam châu Phi Africa và bán đảo Ả Rập (nhỏ hơn 2%)

Các giống lai cũng được tạo ra và trồng. Hai loài bông ở Thế giới mới chiếm phần lớn sản lượng bông hiện đại, nhưng hai loài ở Thế giới cũ đã được sử dụng rộng rãi trước những năm 1900. Trong khi sợi bông xuất hiện tự nhiên với các màu trắng, nâu, hồng và xanh lá cây, lo ngại về việc làm ô nhiễm di truyền của bông trắng đã khiến nhiều địa điểm trồng bông cấm trồng các loại bông màu.

## Lịch sử

### Ban đầu

#### Nam Á

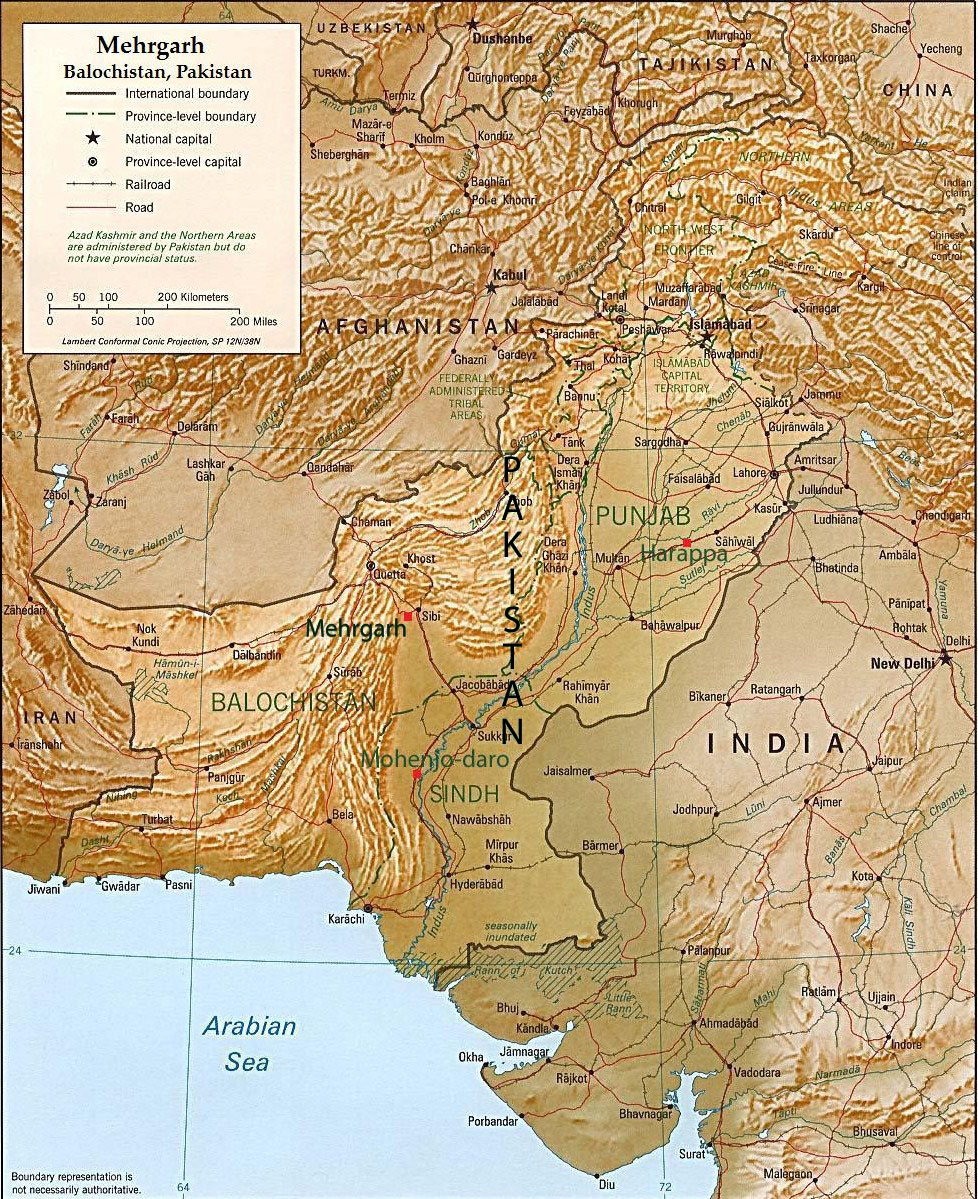
Mehrgarh trong một bản đồ

Bằng chứng sớm nhất về việc sử dụng bông trong Thế giới cổ, có niên đại 5500 năm TCN và được bảo quản bằng hạt đồng, đã được tìm thấy tại địa điểm thời kỳ đồ đá mới của Mehrgarh, dưới chân đèo Bolan ở Balochistan, Pakistan.

#### Châu Mỹ
Quả bông được phát hiện trong một hang động gần Tehuacán, México, có niên đại sớm nhất là năm 5500 TCN, nhưng con số niên đại này đang bị nghi ngờ. Có niên đại an toàn hơn là loài Gossypium hirs đờm được thuần hóa ở Mexico vào khoảng năm 3400 đến 2300 TCN.
Ở Peru, việc trồng các loài bông bản địa Gossypium barbadense đã được xác định niên đại, từ phát hiện ở Ancon, đến khoảng 4200 TCN, và là xương sống của sự phát triển các nền văn hóa ven biển như Norte Chico, Moche và Nazca. Bông được trồng trên cạn, làm thành lưới và buôn bán với các làng chài ven biển để có nguồn cung cấp cá lớn. Người Tây Ban Nha đến Mexico và Peru vào đầu thế kỷ 16 đã tìm thấy những người trồng bông và mặc quần áo làm từ vải này.

#### Arabia
Người Hy Lạp và người Ả Rập không biết đến bông cho đến khi Chiến tranh của Alexander Đại đế, như Megasthenes đương thời của ông đã nói với Seleucus I Nicator rằng "có những cái cây mà len mọc trên đó" trong "Indica".     Đây có thể là một tham chiếu đến "cây bông", Gossypium arboreum, là loài bản địa của tiểu lục địa Ấn Độ.

Theo Bách khoa toàn thư Columbia:
Cotton has been spun, woven, and dyed since prehistoric times. It clothed the people of ancient India, Egypt, and China. Hundreds of years before the Christian era, cotton textiles were woven in India with matchless skill, and their use spread to the Mediterranean countries.

#### Iran
Ở Iran (Ba Tư), lịch sử của bông có từ thời Achaemenid (thế kỷ thứ 5 trước Công nguyên); tuy nhiên, có rất ít nguồn về việc trồng bông ở Iran thời tiền Hồi giáo. Việc trồng bông phổ biến ở Merv, Ray và Pars của Iran. Trong các bài thơ của các nhà thơ Ba Tư, đặc biệt là Shahname của Ferdowsi, có đề cập đến bông ("panbe" trong tiếng Ba Tư). Marco Polo (thế kỷ 13) đề cập đến các sản phẩm chính của Ba Tư, bao gồm cả bông. John Chardin, một du khách người Pháp vào thế kỷ 17 đã đến thăm Safavid Persia, đã nói về những trang trại bông rộng lớn của Ba Tư.

#### Trung Quốc
Trong triều đại nhà Hán (207 trước Công nguyên - 220 sau Công nguyên), bông được người dân Trung Quốc trồng ở tỉnh Vân Nam, miền nam Trung Quốc.

### Trung Cổ

#### Phương Đông
Người Ai Cập trồng và kéo sợi bông trong bảy thế kỷ đầu của kỷ nguyên Cơ đốc giáo.
Máy tách bông cầm tay đã được sử dụng ở Ấn Độ từ thế kỷ thứ 6, và sau đó được du nhập sang các nước khác từ đó. Giữa thế kỷ 12 và 14, máy tách bông kép xuất hiện ở Ấn Độ và Trung Quốc. Phiên bản Ấn Độ của máy tách bông trục lăn kép đã phổ biến trên khắp ngành thương mại bông Địa Trung Hải vào thế kỷ 16. Thiết bị cơ khí này, ở một số khu vực, được điều khiển bằng năng lượng nước.
Những hình ảnh minh họa rõ ràng sớm nhất về bánh xe quay đến từ thế giới Hồi giáo vào thế kỷ 11. Tài liệu tham khảo rõ ràng nhất sớm nhất về bánh xe quay ở Ấn Độ là vào năm 1350, cho thấy rằng bánh xe quay có thể đã được giới thiệu từ Iran đến Ấn Độ trong thời kỳ Vương quốc Hồi giáo Delhi.

##### Châu Âu

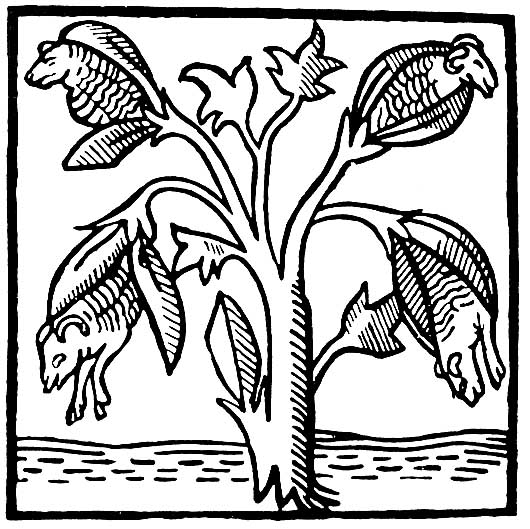
Cây bông do John Mandeville tưởng tượng và vẽ vào thế kỷ 14

Vào cuối thời kỳ trung cổ, bông được biết đến như một loại sợi nhập khẩu ở Bắc Âu, mà không có bất kỳ hiểu biết nào về nguồn gốc của nó, ngoài việc nó là một loại thực vật. Bởi vì Herodotus đã viết trong Lịch sử của mình, Quyển III, 106, rằng ở Ấn Độ, cây cối mọc trong tự nhiên tạo ra len, nên người ta cho rằng cây này là một cây gỗ, chứ không phải là một cây bụi. Khía cạnh này được giữ lại trong tên gọi của bông trong một số ngôn ngữ Đức, chẳng hạn như tiếng Đức Baumwolle, được dịch là "len cây" (Baum có nghĩa là "cây"; Wolle có nghĩa là "len"). Nhận thấy những điểm tương đồng của nó với len, người dân trong vùng chỉ có thể tưởng tượng rằng bông phải được sản xuất bởi những con cừu sinh trưởng từ thực vật. John Mandeville, viết vào năm 1350, đã tuyên bố như một thực tế rằng "Ở đó [Ấn Độ] đã mọc lên một cái cây tuyệt vời sinh ra những con cừu nhỏ trên đầu cành của nó. Những cành cây này mềm dẻo đến mức chúng đã cúi xuống để cho những con cừu non kiếm ăn khi chúng đói. " (Xem Vegetable Lamb of Tartary.)

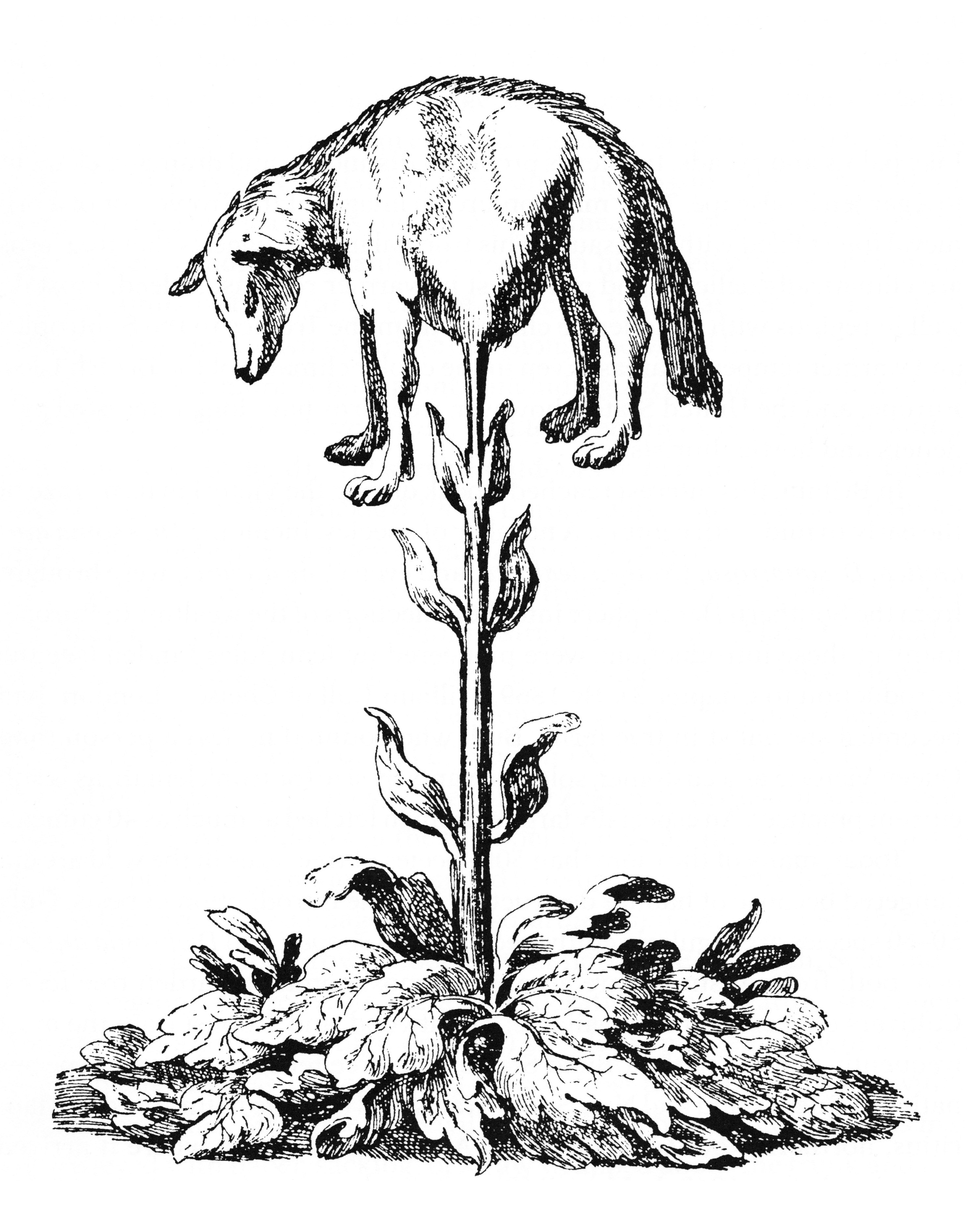
Thịt cừu rau của Tartary

Sản xuất bông đã được giới thiệu đến châu Âu trong cuộc chinh phục của người Hồi giáo trên bán đảo Iberia và Sicily. Kiến thức về dệt bông đã được truyền bá đến miền bắc nước Ý vào thế kỷ 12, khi Sicily bị chinh phục bởi người Norman, và do đó là phần còn lại của châu Âu. Bánh xe kéo sợi, được du nhập vào Châu Âu vào khoảng năm 1350, đã cải thiện tốc độ kéo sợi bông. Vào thế kỷ 15, Venice, Antwerp và Haarlem là những hải cảng quan trọng cho thương mại bông, và việc mua bán và vận chuyển vải bông đã trở nên rất có lãi.

### Đầu thời kỳ cận đại

#### Mughal Ấn Độ

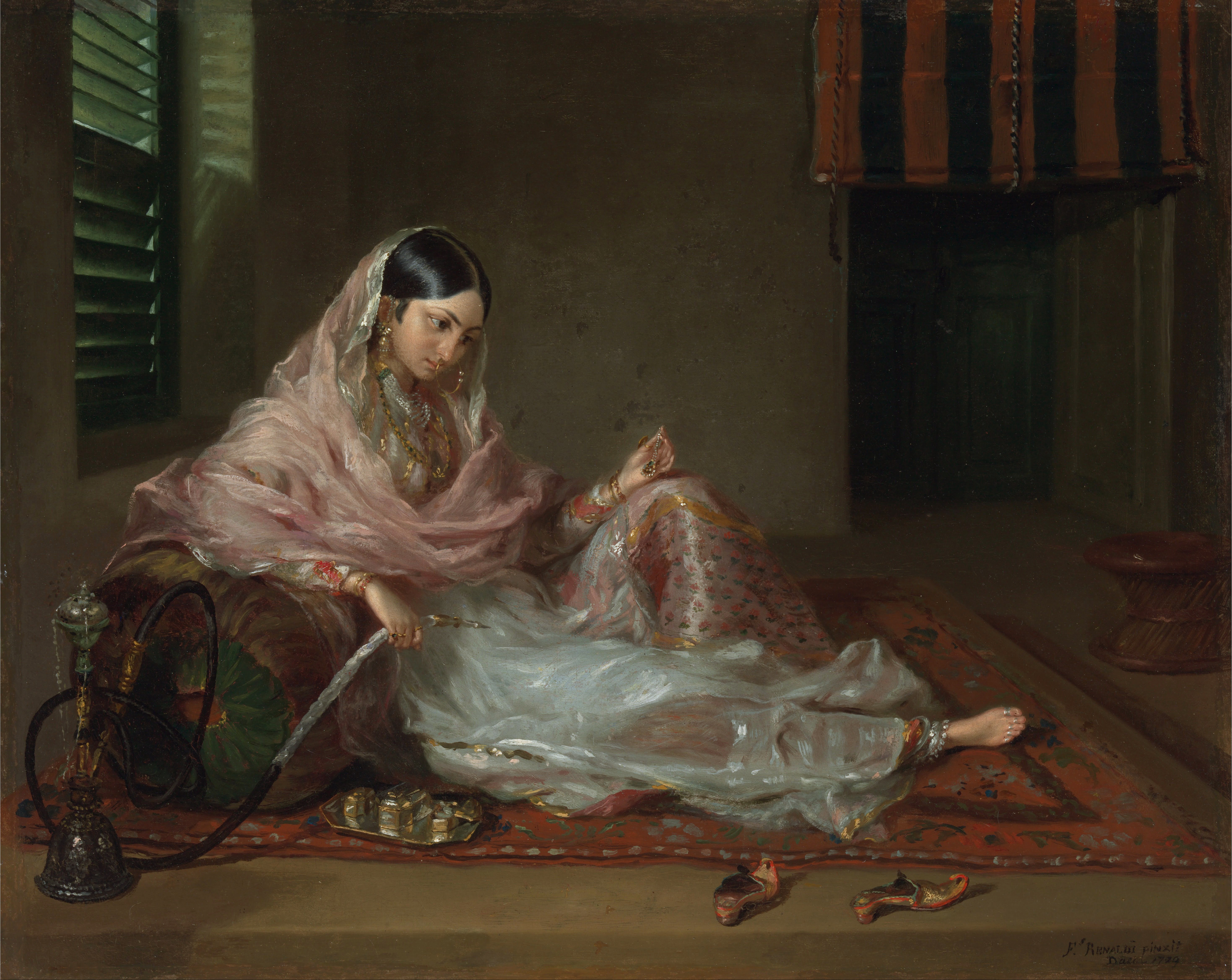
Một người phụ nữ ở Dhaka mặc áo muslin Bengali, thế kỷ 18.

Dưới thời Đế chế Mughal, cai trị ở tiểu lục địa Ấn Độ từ đầu thế kỷ 16 đến đầu thế kỷ 18, sản lượng bông của Ấn Độ đã tăng lên, cả về bông thô và bông dệt. Người Mughals đã đưa ra các cải cách nông nghiệp như một hệ thống doanh thu mới thiên về các cây trồng có giá trị cao hơn như bông và chàm, cung cấp các khuyến khích của nhà nước để trồng các loại cây màu, bên cạnh nhu cầu thị trường tăng cao.
Ngành công nghiệp sản xuất lớn nhất ở Đế quốc Mughal là sản xuất vải bông, bao gồm sản xuất hàng mảnh, vải calicos và vải muslins, ở dạng không tẩy trắng và có nhiều màu sắc. Ngành công nghiệp dệt bông chịu trách nhiệm về một phần lớn thương mại quốc tế của đế chế. Ấn Độ chiếm 25% thị phần dệt may toàn cầu vào đầu thế kỷ 18. Bông Ấn Độ dệt may là những người quan trọng nhất hàng hóa sản xuất trong thương mại thế giới trong thế kỷ 18, tiêu thụ trên toàn thế giới từ châu Mỹ đến Nhật Bản. Trung tâm sản xuất bông quan trọng nhất là tỉnh Bengal Subah, đặc biệt là xung quanh thủ đô Dhaka.
Máy tách bông cuộn bánh răng sâu, được phát minh ở Ấn Độ trong thời kỳ đầu của Vương quốc Hồi giáo Delhi của thế kỷ 13 - 14, được sử dụng trong Đế chế Mughal vào khoảng thế kỷ 16, và vẫn được sử dụng ở Ấn Độ cho đến ngày nay. Một sự đổi mới khác, việc kết hợp tay quay trong rượu gin bông, lần đầu tiên xuất hiện ở Ấn Độ vào thời kỳ cuối của Vương quốc Hồi giáo Delhi hoặc thời kỳ đầu của Đế chế Mughal. Việc sản xuất bông, có thể phần lớn được kéo thành sợi trong các ngôi làng và sau đó được đưa đến các thị trấn dưới dạng sợi để dệt thành vải dệt, đã được nâng cao nhờ sự phổ biến của bánh xe quay trên khắp Ấn Độ ngay trước thời đại Mughal, làm giảm chi phí sợi và giúp tăng nhu cầu về bông. Sự khuếch tán của bánh xe quay, và sự kết hợp của bánh răng sâu và tay quay vào gin bông con lăn, đã dẫn đến việc sản xuất vải bông của Ấn Độ được mở rộng đáng kể trong thời đại Mughal.
Có thông tin cho rằng, với một chiếc máy tách bông Ấn Độ, một nửa máy và một nửa dụng cụ, một người đàn ông và một phụ nữ có thể làm sạch 28 pound bông mỗi ngày. Với phiên bản sửa đổi của Forbes, một người đàn ông và một cậu bé có thể tạo ra 250 pound bông mỗi ngày. Nếu bò được sử dụng để cung cấp năng lượng cho 16 chiếc máy trong số này và một số ít lao động của người dân được sử dụng để nuôi chúng, thì chúng có thể tạo ra nhiều công việc như 750 người đã làm trước đây.

#### Ai Cập
Vào đầu thế kỷ 19, một người Pháp tên là M. Jumel đã đề xuất với người cai trị vĩ đại của Ai Cập, Mohamed Ali Pasha, rằng anh ta có thể kiếm được một khoản thu nhập đáng kể bằng cách trồng một loại bông chủ lực dài thêm Maho (Gossypium barbadense), ở Hạ Ai Cập, để thị trường Pháp. Mohamed Ali Pasha chấp nhận đề nghị này và tự cho mình độc quyền bán và xuất khẩu bông ở Ai Cập; và sau này bông được chỉ định nên được trồng ưu tiên hơn các cây trồng khác.
Ai Cập dưới thời Muhammad Ali vào đầu thế kỷ 19 có ngành công nghiệp bông năng suất cao thứ năm trên thế giới, xét về số lượng cọc sợi trên đầu người. Ban đầu, ngành công nghiệp này được thúc đẩy bởi máy móc dựa trên các nguồn năng lượng truyền thống, chẳng hạn như động vật, guồng nước và cối xay gió, cũng là những nguồn năng lượng chính ở Tây Âu cho đến khoảng năm 1870. Dưới thời Muhammad Ali vào đầu thế kỷ 19, động cơ hơi nước đã được đưa vào ngành công nghiệp bông Ai Cập.
Vào thời Nội chiến Hoa Kỳ, xuất khẩu bông hàng năm đạt 16 triệu đô la (120.000 kiện), tăng lên 56 triệu đô la vào năm 1864, chủ yếu do mất nguồn cung của Liên minh miền Nam trên thị trường thế giới. Xuất khẩu tiếp tục tăng ngay cả sau khi Hoa Kỳ đưa bông trở lại, hiện được sản xuất bởi lực lượng lao động được trả lương, và xuất khẩu bông của Ai Cập đạt 1,2 triệu kiện mỗi năm vào năm 1903.

#### Anh

##### Công ty Đông Ấn

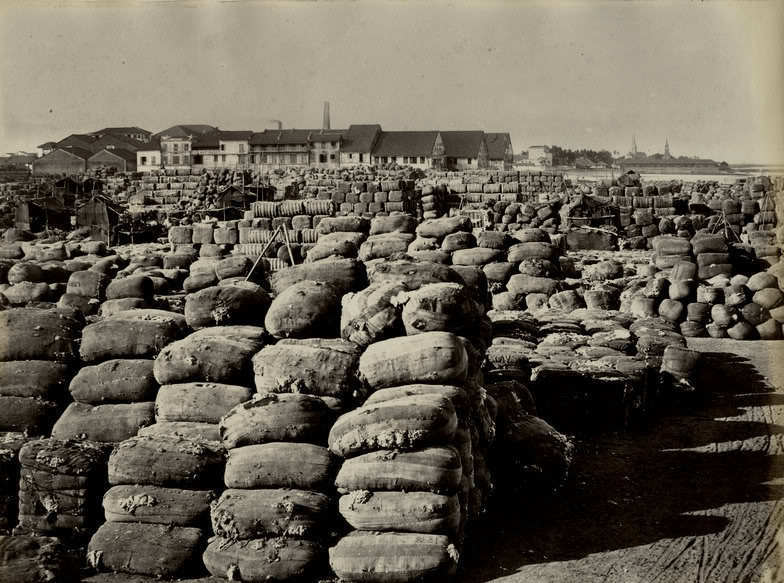
Những kiện bông tại cảng ở Bombay, Ấn Độ, những năm 1860.

Công ty Đông Ấn Anh (EIC) đã giới thiệu cho Anh quốc loại vải làm bằng vải hoa và vải chintz giá rẻ trong quá trình khôi phục chế độ quân chủ vào những năm 1660. Ban đầu được nhập khẩu như một mặt hàng phụ mới lạ, từ các cửa hàng buôn bán gia vị của nó ở châu Á, vải màu sắc rẻ tiền đã trở nên phổ biến và vượt qua thương mại gia vị của EIC về giá trị vào cuối thế kỷ 17. EIC đã nắm bắt được nhu cầu, đặc biệt là đối với calico, bằng cách mở rộng các nhà máy ở châu Á và sản xuất và nhập khẩu vải với số lượng lớn, tạo ra sự cạnh tranh cho các nhà sản xuất dệt len và vải lanh trong nước. Những người thợ dệt, thợ kéo sợi, thợ nhuộm, người chăn cừu và nông dân bị ảnh hưởng đã phản đối và câu hỏi về hoa tam thất đã trở thành một trong những vấn đề chính của chính trị Quốc gia giữa những năm 1680 và 1730. Nghị viện bắt đầu nhận thấy doanh số bán hàng dệt may trong nước giảm và sự gia tăng hàng dệt may nhập khẩu từ những nơi như Trung Quốc và Ấn Độ. Thấy Công ty Đông Ấn và việc nhập khẩu hàng dệt của họ là mối đe dọa đối với các doanh nghiệp dệt trong nước, Quốc hội đã thông qua Đạo luật Calico năm 1700, ngăn chặn việc nhập khẩu vải bông. Vì không có hình phạt nào đối với việc tiếp tục bán vải bông nên việc buôn lậu vật liệu phổ biến đã trở nên phổ biến. Năm 1721, không hài lòng với kết quả của đạo luật đầu tiên, Quốc hội đã thông qua một bổ sung nghiêm ngặt hơn, lần này cấm bán hầu hết các loại bông, nhập khẩu và nội địa (chỉ miễn chỉ sợi Fustian và bông thô). Việc miễn trừ bông thô khỏi lệnh cấm ban đầu đã chứng kiến 2 nghìn kiện bông được nhập khẩu hàng năm, trở thành cơ sở của một ngành công nghiệp bản địa mới, bước đầu sản xuất Fustian cho thị trường nội địa, mặc dù quan trọng hơn là kích hoạt sự phát triển của một loạt cơ giới hóa kéo sợi và dệt công nghệ, để xử lý vật liệu. Hoạt động sản xuất cơ giới hóa này tập trung ở các nhà máy bông mới, vốn được mở rộng từ từ cho đến đầu những năm 1770, hàng năm, bảy nghìn kiện bông đã được nhập khẩu, và các chủ nhà máy mới đã gây áp lực lên Quốc hội để dỡ bỏ lệnh cấm sản xuất và bán vải bông tinh khiết, vì chúng có thể dễ dàng cạnh tranh với bất cứ thứ gì mà EIC có thể nhập khẩu.
Các đạo luật bị bãi bỏ vào năm 1774, gây ra làn sóng đầu tư vào sản xuất và kéo sợi bông dựa trên nhà máy, làm tăng gấp đôi nhu cầu về bông thô trong vòng vài năm và tăng gấp đôi sau mỗi thập kỷ, vào những năm 1840 
Hàng dệt bông Ấn Độ, đặc biệt là hàng dệt từ Bengal, tiếp tục duy trì lợi thế cạnh tranh cho đến thế kỷ 19. Để cạnh tranh với Ấn Độ, Anh đã đầu tư vào tiến bộ kỹ thuật tiết kiệm lao động, đồng thời thực hiện các chính sách bảo hộ như các lệnh cấm và thuế quan để hạn chế nhập khẩu của Ấn Độ. Đồng thời, sự cai trị của Công ty Đông Ấn tại Ấn Độ đã góp phần vào quá trình phi công nghiệp hóa của nó, mở ra một thị trường mới cho hàng hóa của Anh, trong khi nguồn vốn tích lũy được từ Bengal sau cuộc chinh phục năm 1757 được sử dụng để đầu tư vào các ngành công nghiệp của Anh như sản xuất dệt may. và làm tăng đáng kể sự giàu có của người Anh. Thực dân Anh cũng buộc phải mở các thị trường rộng lớn của Ấn Độ đối với hàng hóa của Anh, có thể được bán ở Ấn Độ mà không thuế hoặc thuế, so với các nhà sản xuất Ấn Độ địa phương, người được rất nhiều đánh thuế, trong khi bông thô được nhập khẩu từ Ấn Độ mà không thuế quan cho các nhà máy của Anh mà sản xuất hàng dệt may từ Bông Ấn Độ, tạo cho Anh độc quyền đối với thị trường rộng lớn và nguồn tài nguyên bông của Ấn Độ. Ấn Độ vừa là nhà cung cấp hàng thô quan trọng cho các nhà sản xuất Anh, vừa là thị trường tiêu thụ lớn cho hàng hóa sản xuất của Anh. Cuối cùng, Anh đã vượt qua Ấn Độ để trở thành nhà sản xuất vải bông hàng đầu thế giới trong thế kỷ 19.
Lĩnh vực chế biến bông của Ấn Độ đã thay đổi trong quá trình mở rộng EIC ở Ấn Độ vào cuối thế kỷ 18 và đầu thế kỷ 19. Từ việc tập trung cung cấp cho thị trường Anh sang cung cấp bông thô cho Đông Á. Vì hàng dệt do Artisan sản xuất không còn đủ sức cạnh tranh với hàng được sản xuất Công nghiệp, và Châu Âu ưa chuộng loại bông rẻ hơn được sản xuất từ nô lệ, loại vải dệt kim dài chủ yếu của Mỹ và Ai Cập, để làm nguyên liệu. 

#### Cách mạng công nghiệp
Sự ra đời của Cách mạng Công nghiệp ở Anh đã tạo ra một động lực lớn cho sản xuất bông, khi dệt may trở thành mặt hàng xuất khẩu hàng đầu của Anh. Vào năm 1738, Lewis Paul và John Wyatt, ở Birmingham, Anh, đã được cấp bằng sáng chế cho máy kéo sợi con lăn, cũng như hệ thống kéo sợi bông và suốt chỉ để kéo bông đến độ dày đều hơn bằng cách sử dụng hai bộ trục con lăn di chuyển với tốc độ khác nhau. Sau đó, việc phát minh ra máy kéo sợi của James Hargreaves vào năm 1764, khung kéo sợi của Richard Arkwright vào năm 1769 và con la kéo sợi của Samuel Crompton vào năm 1775 đã cho phép các thợ kéo sợi của Anh sản xuất sợi bông với tỷ lệ cao hơn nhiều. Từ cuối thế kỷ 18 trở đi, thành phố Manchester của Anh có biệt danh là " Cottonopolis " do sự toàn diện của ngành công nghiệp bông trong thành phố và Manchester đóng vai trò là trung tâm của ngành thương mại bông toàn cầu.
Năng lực sản xuất ở Anh và Mỹ đã được cải thiện nhờ phát minh ra máy tách bông hiện đại của Eli Whitney người Mỹ vào năm 1793. Trước khi phát triển gins bông, các sợi bông phải được kéo từ hạt một cách cẩn thận bằng tay. Vào cuối những năm 1700, một số máy làm ginning thô đã được phát triển. Tuy nhiên, để sản xuất một kiện bông cần hơn 600 giờ lao động của con người, khiến cho việc sản xuất quy mô lớn trở nên không kinh tế ở Hoa Kỳ, ngay cả khi sử dụng con người làm lao động nô lệ. Loại rượu gin mà Whitney sản xuất (thiết kế của Holmes) đã giảm số giờ xuống chỉ còn hơn chục giờ cho mỗi kiện hàng. Mặc dù Whitney đã được cấp bằng sáng chế cho thiết kế của riêng mình cho một chiếc gin bông, nhưng ông đã sản xuất một thiết kế trước đó từ Henry Odgen Holmes, Holmes đã nộp bằng sáng chế vào năm 1796. Cải tiến công nghệ và tăng cường kiểm soát thị trường thế giới cho phép các thương nhân Anh phát triển một chuỗi thương mại, trong đó sợi bông thô (lúc đầu) được mua từ các đồn điền thuộc địa, chế biến thành vải bông trong các nhà máy ở Lancashire, và sau đó xuất khẩu trên tàu của Anh đến các thuộc địa bị giam cầm. thị trường Tây Phi, Ấn Độ và Trung Quốc (thông qua Thượng Hải và Hồng Kông).
Đến những năm 1840, Ấn Độ không còn khả năng cung cấp số lượng lớn sợi bông cần thiết cho các nhà máy cơ giới hóa của Anh, trong khi việc vận chuyển bông cồng kềnh, giá rẻ từ Ấn Độ sang Anh mất nhiều thời gian và tốn kém. Điều này, cùng với sự xuất hiện của bông Mỹ như một loại cao cấp (do sợi dài hơn, chắc hơn của hai loài bản địa châu Mỹ đã được thuần hóa, Gossypium hirs đờm và Gossypium barbadense), đã khuyến khích các thương nhân Anh mua bông từ các đồn điền ở Hoa Kỳ và ở vùng Caribê. Đến giữa thế kỷ 19, " King Cotton " đã trở thành trụ cột của nền kinh tế miền Nam nước Mỹ. Tại Hoa Kỳ, trồng trọt và thu hoạch bông trở thành nghề hàng đầu của nô lệ.
Trong Nội chiến Hoa Kỳ, xuất khẩu bông của Hoa Kỳ sụt giảm do Liên minh phong tỏa các cảng miền Nam, và cũng do quyết định chiến lược của chính phủ Liên minh cắt giảm xuất khẩu, với hy vọng buộc Anh phải công nhận Liên minh miền Nam hoặc tham chiến. Nạn đói bông Lancashire đã thúc đẩy những người mua bông chính là Anh và Pháp chuyển sang dùng bông Ai Cập. Các thương nhân Anh và Pháp đầu tư mạnh vào các đồn điền trồng bông. Chính phủ Ai Cập của Viceroy Isma'il đã vay các khoản vay đáng kể từ các chủ ngân hàng và sàn giao dịch chứng khoán châu Âu. Sau khi Nội chiến Hoa Kỳ kết thúc năm 1865, các thương nhân Anh và Pháp đã từ bỏ bông Ai Cập và quay trở lại hàng xuất khẩu giá rẻ của Mỹ,    đẩy Ai Cập vào vòng xoáy thâm hụt dẫn đến việc đất nước này tuyên bố phá sản vào năm 1876, một yếu tố chính đằng sau sự chiếm đóng của Ai Cập bởi Đế quốc Anh vào năm 1882.
Trong thời gian này, việc trồng bông ở Đế quốc Anh, đặc biệt là Úc và Ấn Độ, đã tăng lên đáng kể để thay thế sản lượng bị mất ở miền Nam Hoa Kỳ. Thông qua thuế quan và các hạn chế khác, chính phủ Anh không khuyến khích sản xuất vải bông ở Ấn Độ; thay vào đó, sợi thô đã được gửi đến Anh để xử lý. Mahatma Gandhi người Ấn Độ đã mô tả quá trình này:
1. Người Anh mua bông Ấn Độ tại ruộng, do lao động Ấn Độ hái với giá bảy xu một ngày, thông qua một hình thức độc quyền tùy chọn.
2. Số bông này được vận chuyển trên các con tàu của Anh, một cuộc hành trình kéo dài 3 tuần qua Ấn Độ Dương, xuống Biển Đỏ, qua Địa Trung Hải, qua Gibraltar, qua Vịnh Biscay và Đại Tây Dương để đến London. Một trăm phần trăm lợi nhuận trên chuyến hàng này được coi là nhỏ.
3. Bông được biến thành vải ở Lancashire. Bạn trả lương shilling thay vì xu Ấn Độ cho công nhân của bạn. Công nhân Anh không chỉ có lợi thế về mức lương cao hơn mà các công ty thép của Anh còn thu được lợi nhuận từ việc xây dựng nhà máy và máy móc. Tiền lương; lợi nhuận; tất cả những thứ này được chi tiêu ở Anh.
4. Thành phẩm được gửi trở lại Ấn Độ với mức phí vận chuyển của châu Âu, một lần nữa trên các tàu của Anh. Thuyền trưởng, sĩ quan, thủy thủ của những con tàu này, những người phải trả lương đều là người Anh. Những người da đỏ duy nhất kiếm được lợi nhuận là một vài thợ laser làm công việc bẩn thỉu trên thuyền với giá vài xu mỗi ngày.
5. Vải cuối cùng được bán lại cho các vị vua và địa chủ của Ấn Độ, những người đã lấy tiền mua vải đắt tiền này từ những người nông dân nghèo của Ấn Độ, những người làm việc với mức lương bảy xu một ngày.[40]

### Hoa Kỳ
Tại Hoa Kỳ, việc trồng bông ở miền Nam đã tạo ra của cải và vốn đáng kể cho miền Nam trước đây, cũng như nguyên liệu cho ngành dệt may miền Bắc. Trước năm 1865, bông chủ yếu được sản xuất thông qua lao động của những người Mỹ gốc Phi nô lệ. Nó đã làm giàu cho cả các chủ đất miền Nam và các ngành công nghiệp dệt mới của Đông Bắc Hoa Kỳ và Tây Bắc Âu. Năm 1860, khẩu hiệu " Bông là vua " đặc trưng cho thái độ của các nhà lãnh đạo miền Nam đối với loại cây trồng đơn canh này, với việc Châu Âu sẽ ủng hộ một Liên bang Hoa Kỳ độc lập vào năm 1861 để bảo vệ nguồn cung bông cần thiết cho ngành dệt rất lớn của mình.
Bông vẫn là cây trồng chủ lực trong nền kinh tế miền Nam sau khi chế độ nô lệ chấm dứt vào năm 1865. Ở khắp miền Nam, canh tác chia sẻ đã phát triển, trong đó những người nông dân không có đất làm việc trên đất của người khác để đổi lấy một phần lợi nhuận. Một số nông dân thuê đất và tự chịu chi phí sản xuất. Cho đến khi máy hái bông cơ khí được phát triển, nông dân trồng bông cần thêm lao động để hái bông bằng tay. Hái bông là một nguồn thu nhập của các gia đình trên khắp miền Nam. Hệ thống trường học ở nông thôn và thị trấn nhỏ có các kỳ nghỉ tách biệt để trẻ em có thể làm việc trên cánh đồng trong thời gian "hái bông".
Trong những năm giữa thế kỷ 20, việc làm trong lĩnh vực trồng bông giảm, do máy móc bắt đầu thay thế lao động và lực lượng lao động nông thôn của miền Nam giảm dần trong các cuộc Thế chiến. Bông vẫn là mặt hàng xuất khẩu chính của Hoa Kỳ, với các trang trại lớn ở California, Arizona và Deep South.